# Suschow
Suschow, niedersorbisch Zušow, ist ein Ortsteil der Stadt Vetschau/Spreewald in Brandenburg.

## Geografie
Der im Bereich des Biosphärenreservats Spreewald gelegene Ort erstreckt sich nördlich von Vetschau auf einer Talsandfläche über ein Gebiet von 2,96 Quadratkilometer und zählt 266 Einwohner (Stand 2008). Durch Suschow führt die Straße von Vetschau nach Burg (Spreewald) sowie der Gurkenradweg. Nördlich des Orts liegt der Wiesenteich. Das Dorf gehört zum Siedlungsgebiet der Sorben.

## Geschichte
Auf einem in der Nähe des Ortes gefundenen prähistorischen Gräberfeld konnten Siedlungsspuren gefunden werden, die auf die Jungbronzezeit zurückgehen.
Ab 1990 entstand ein sich zum Wiesenteich orientierendes Neubaugebiet. In der Ortsmitte steht ein Kriegerdenkmal. Am 31. Dezember 2002 wurden Suschow und Ogrosen nach Vetschau eingemeindet.

### Einwohnerentwicklung
| 1875 | 180 | 1933 | 230 | 1964 | 265 | 1989 | 196 | 1993 | 205 | 1997 | 250 | 2001 | 269 |
| 1890 | 187 | 1939 | 225 | 1971 | 234 | 1990 | 198 | 1994 | 207 | 1998 | 247 |      |     |
| 1910 | 207 | 1946 | 332 | 1981 | 211 | 1991 | 202 | 1995 | 205 | 1999 | 247 |      |     |
| 1925 | 214 | 1950 | 310 | 1985 | 195 | 1992 | 200 | 1996 | 231 | 2000 | 261 |      |     |

## Persönlichkeiten
Von 1990 bis 1994 war der SPD-Politiker Werner-Siegwart Schippel Gemeinderatsvorsitzender von Suschow.